# The Only Chance
The Only Chance è un cortometraggio muto del 1913 diretto e interpretato da William Duncan. Prodotto dalla Selig Polyscope Company e sceneggiato da C. Chester Wesley, il film aveva come altri interpreti Lester Cuneo, Rex De Rosselli, Tom Mix.

## Produzione
Il film fu prodotto dalla Selig Polyscope Company.

## Distribuzione
Distribuito dalla General Film Company, il film - un cortometraggio di una bobina - uscì nelle sale cinematografiche statunitensi il 14 giugno 1913.